# Caccia alla volpe (album)
Caccia alla volpe è un album del cantautore italiano Alessandro Bono, pubblicato dall'etichetta Epic nel 1991 con riedizione nel 1992 in seguito alla partecipazione dell'artista al Festival di Sanremo con l'aggiunta dei brani Con un amico vicino, interpretato insieme ad Andrea Mingardi e terzo classificato nella sezione "Novità", e Un amico come me.

## Tracce
1. Con un amico vicino 3'50 (Claudio Mattone)
2. Rock & roll del cavolo 3'40 (Bono - Mario Lavezzi)
3. Io e te 3'45 (Bono)
4. Donna ideale 4'07 (Bono)
5. Nel lago 4'38 (Bono - La Pietra - Fasolino)
6. Caccia alla volpe 3'50 (Bono - Lavezzi)
7. Rotolare 4'10 (Bono - Lavezzi)
8. Beautiful chic 3'55 (Bono - Lavezzi)
9. Libellula 3'26 (Bono)
10. Meraviglioso amore 3'46 (Mogol - Lavezzi)
11. Angeli 3'54 (Bono)
12. Un amico come me 4'04 (Bono - Lavezzi)

## Formazione
- Alessandro Bono – voce
- Gogo Ghidelli – chitarra acustica, chitarra elettrica
- Charlie Cinelli – basso, cori
- Alfredo Golino – batteria, percussioni
- Matteo Fasolino – tastiera, organo Hammond C3, pianoforte
- Mario Lavezzi – chitarra acustica
- Pietro La Pietra – slide guitar
- Fernando Brusco – tromba
- Giancarlo Porro – sassofono tenore
- Claudio Wally Allifranchini – sax alto
- Giulia Fasolino, Silvio Pozzoli – cori